# スホーイ
公共株式会社スホーイ・カンパニー（ロシア語: ПАО «Компания „Сухой“»、英語: Sukhoi Company (JSC)、単にスホーイまたはスホイとも）は、ロシアの主要航空機メーカー。ソ連時代はスホーイ設計局として専ら軍用機（戦闘機・攻撃機など）を手がけていたが、現在では民間機も製造している。旧称は公開株式会社スホーイ・カンパニー（ロシア語: ОАО «Компания „Сухой“»）で、2014年の法改正を受けて公開株式会社から公共株式会社に移行し、現在の名称になっている。

## 概要
ソ連時代の1939年にパーヴェル・スホーイによりスホーイ設計局（OKB-51、プレフィックスSu）として設立された。モスクワにJSCスホーイ設計局（現本社、ПАО «ОКБ Сухого»）があり、工場はノヴォシビルスク（ПАО «НАПО им. В. П. Чкалова»)、コムソモリスク・ナ・アムーレ（ПАО «КнААПО им. Ю. А. Гагарина»）、イルクーツク（ПАО «Корпорация „Иркут“»）の3カ所にある。フィンメカニカが、スホーイの民間部門の25%株主となっている。ロシア政府はスホーイとミグ、イリューシン、イルクート、ツポレフ、ヤコヴレフを「統一航空機製造会社」（Объединённая авиастроительная корпорация，ОАК）という名の新会社に統合しようとしており、各社は現在統一航空機製造会社の傘下に入っている。
なお、OKBは「試作設計局」（一般にたんに「設計局」と訳される）を意味するロシア語の略語「ОКБ」のラテン文字転写。
ロシア空軍と海軍では、スホーイの航空機は現在Su-24、Su-25、Su-27、Su-30、Su-33、Su-34、Su-35の7機種が運用中である。
ロシア以外には、ベラルーシ・ウクライナ・カザフスタン・ウズベキスタン・グルジア・インド・中華人民共和国・ポーランド・チェコ共和国・スロバキア・ハンガリー・ドイツ（旧東ドイツ運用）・シリア・アルジェリア・北朝鮮・ベトナム・アフガニスタン・イエメン・エジプト・リビア・イラン・アンゴラ・エチオピア・ペルーなど各国で軍用機が運用されている。
民間機部門ではSu-26、Su-29、Su-31など安価ながら高度なエアロバティックが可能な曲技機を開発しており、世界選手権を始め多くの競技会で使われている。
スホーイ製の航空機の整備・補修などはウクライナやベラルーシなどロシア国外でも独自に行われている。また、旧ソ連各国からの中古機の転売も行われている。
2017年6月、統一航空機製造会社（OAK/UAC）がミグとスホーイを2019年内に合併・統合すると発表した。

## 製品
引用符で囲まれている軍用機名称は北大西洋条約機構(NATO)が識別用に付けたNATOコードネーム。
設計局閉鎖まで ( -1949年)
- Su-2 - 軽爆撃機
- Su-4 - 軽爆撃機
- UTB-2 - 練習機

再開後 (1953年- )
- Su-7 - 戦闘爆撃機
- Su-9 - 迎撃戦闘機
- Su-11 - 迎撃戦闘機
- Su-15 - 迎撃戦闘機
- Su-17 / 20 / 22 - 戦闘爆撃機
- Su-24 - 戦闘爆撃機
- Su-25 グラーチュ - 攻撃機(シュトゥルモヴィーク)
- Su-26 - 単座アクロバット機（民間機）
- Su-27 ジュラーヴリク - 戦闘機
- Su-29 - 複座アクロバット機（民間機）
- Su-30  - 多用途戦闘機
- Su-31 - 単座アクロバット機（民間機）
- Su-33 - 艦上戦闘機
- Su-32 / 34 - 戦闘爆撃機
- Su-35 - 多用途戦闘機
- Su-80 - 双発ターボプロップSTOL機
- スーパージェット 100 - 民間用地域ジェット機
- Su-57 - ステルス戦闘機 (PAK FA)

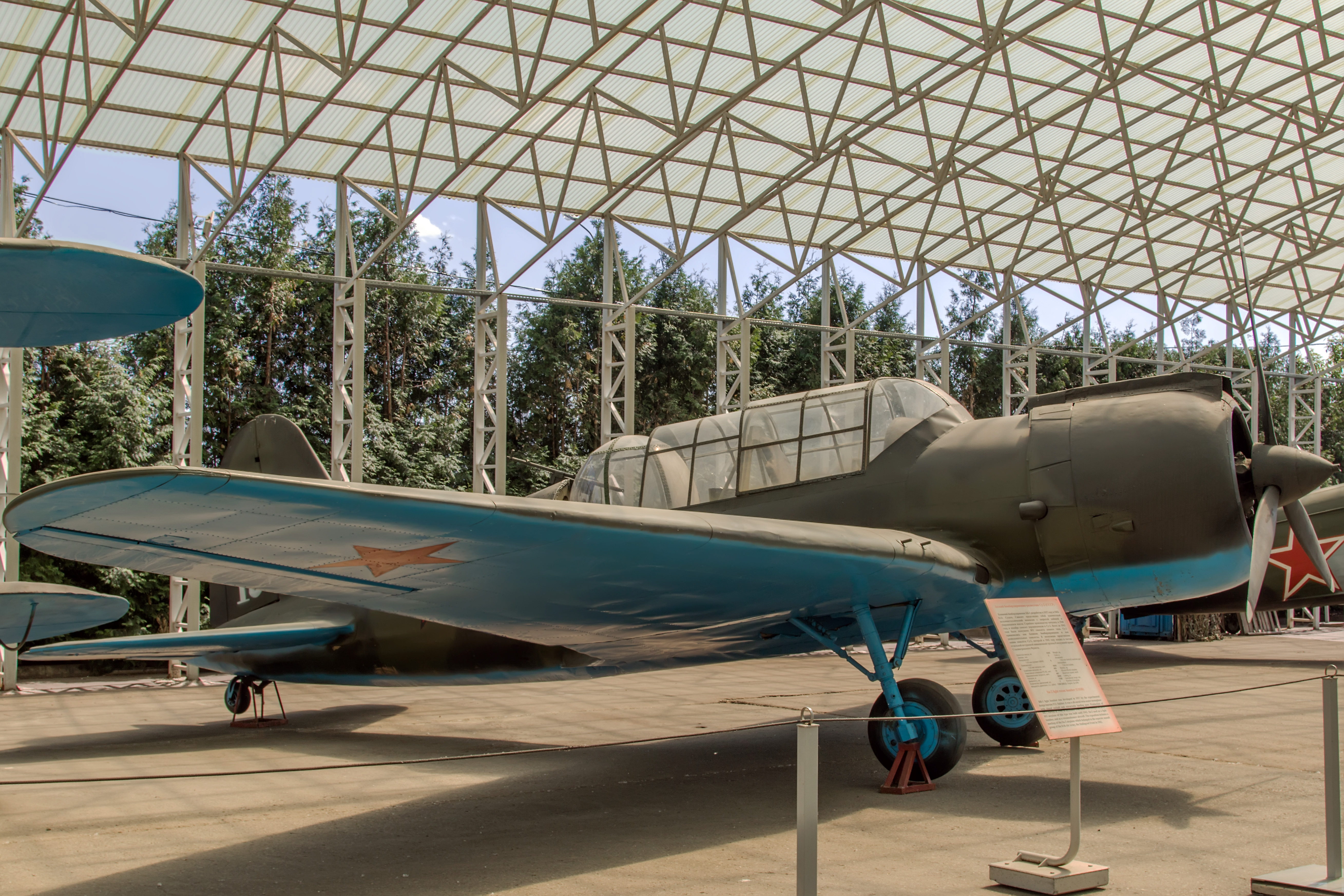
Su-2
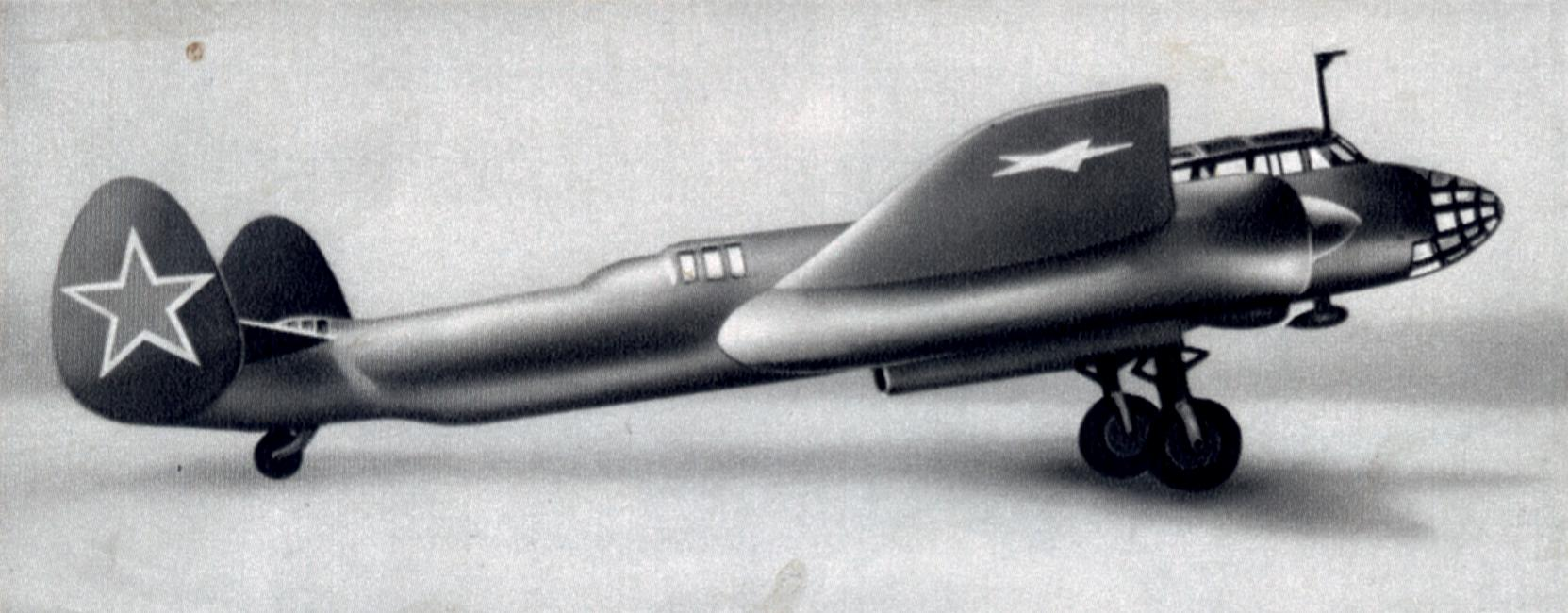
UTB-2
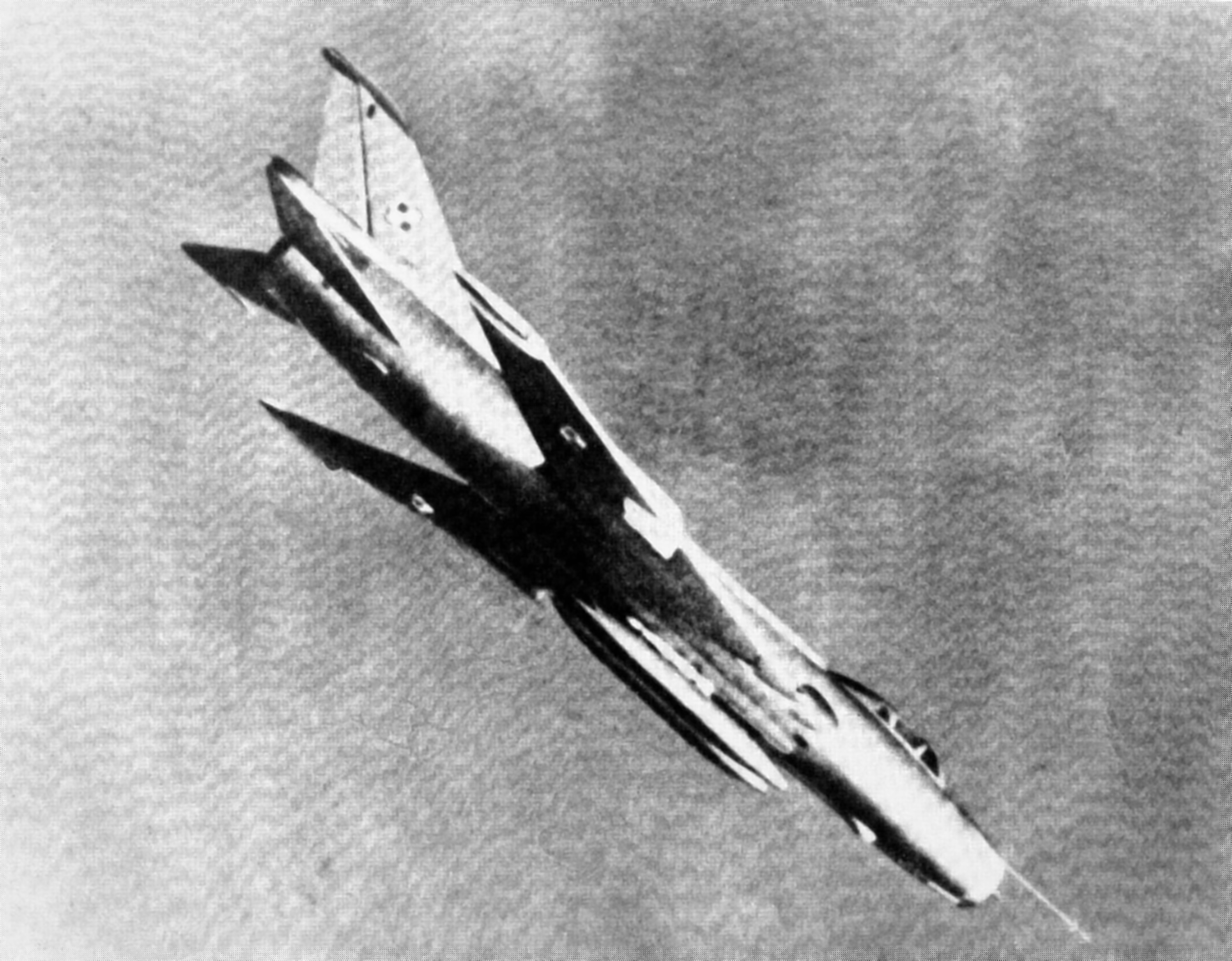
Su-7
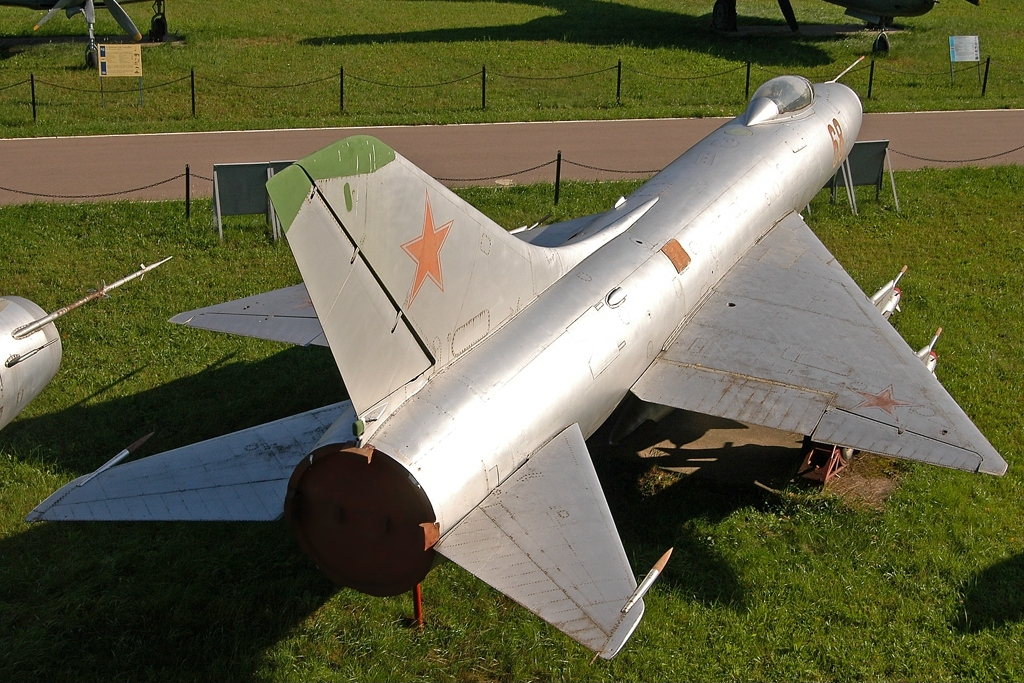
Su-9
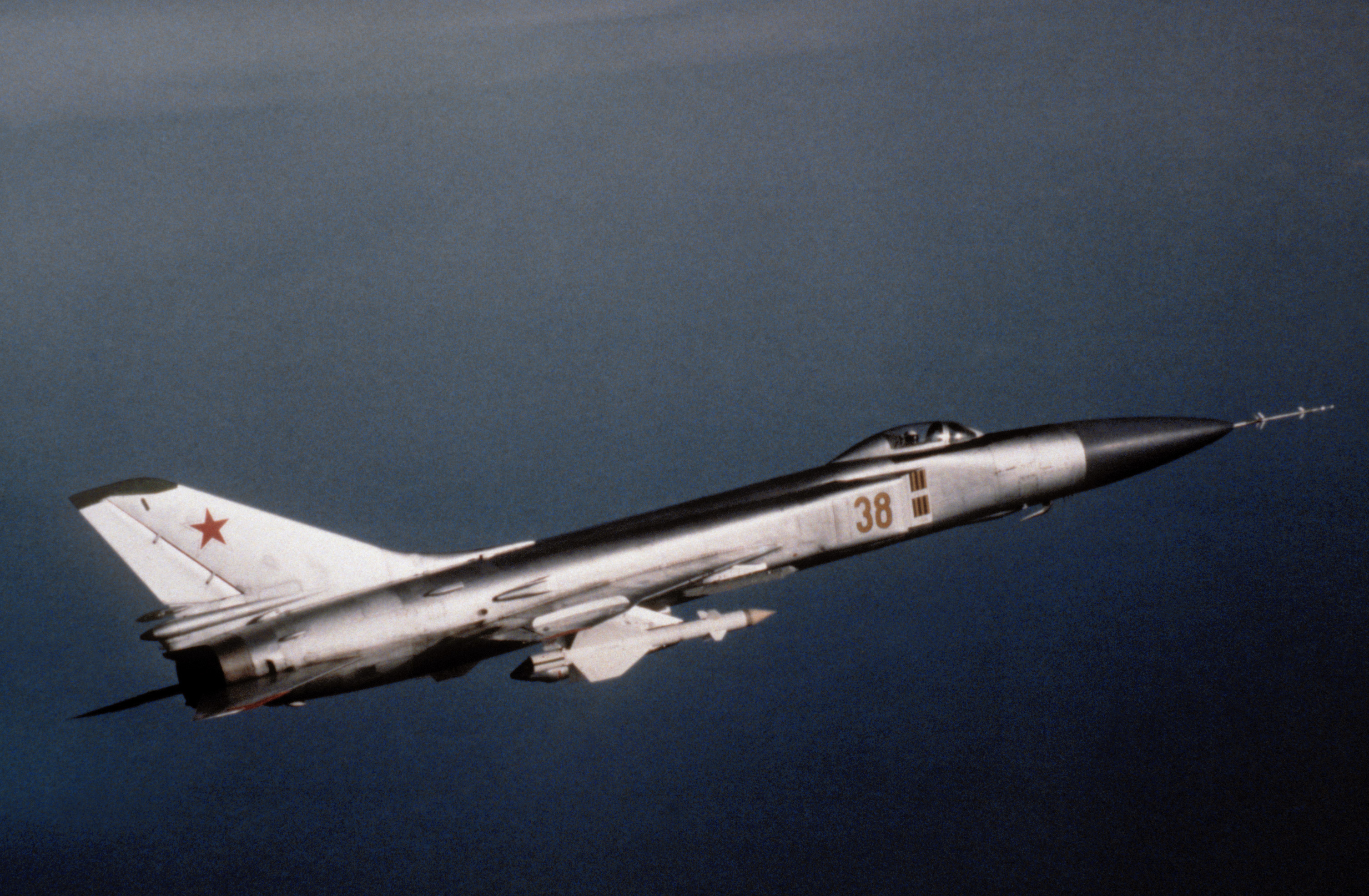
Su-15
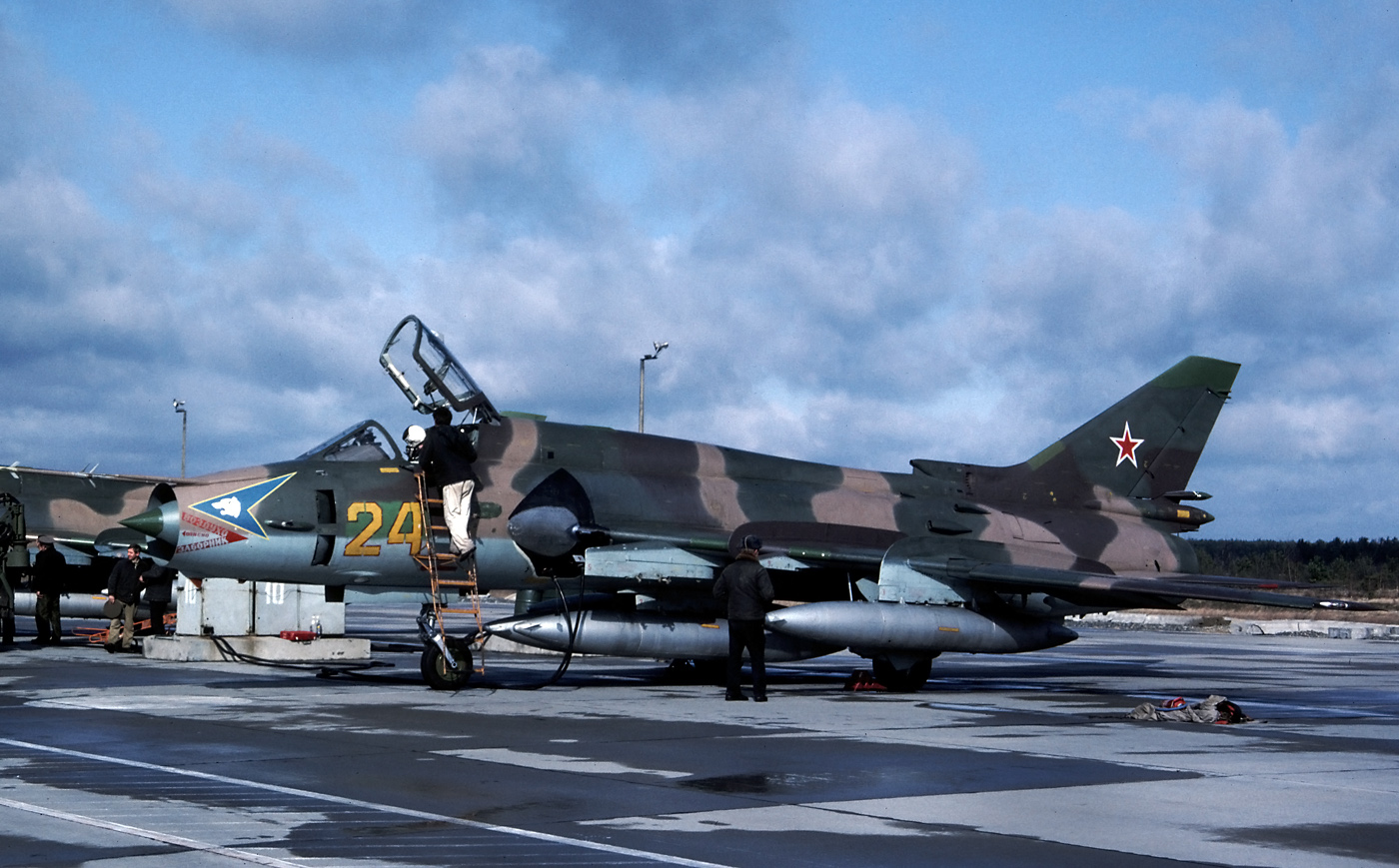
Su-17
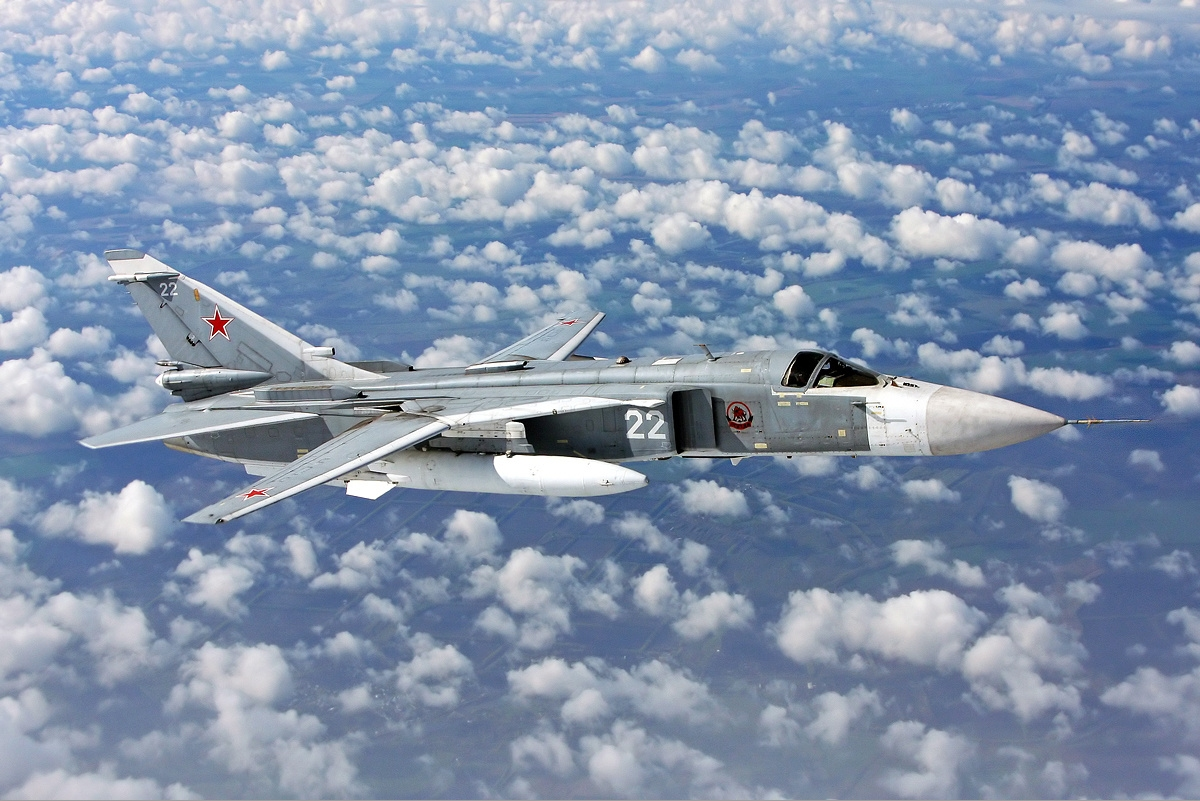
Su-24
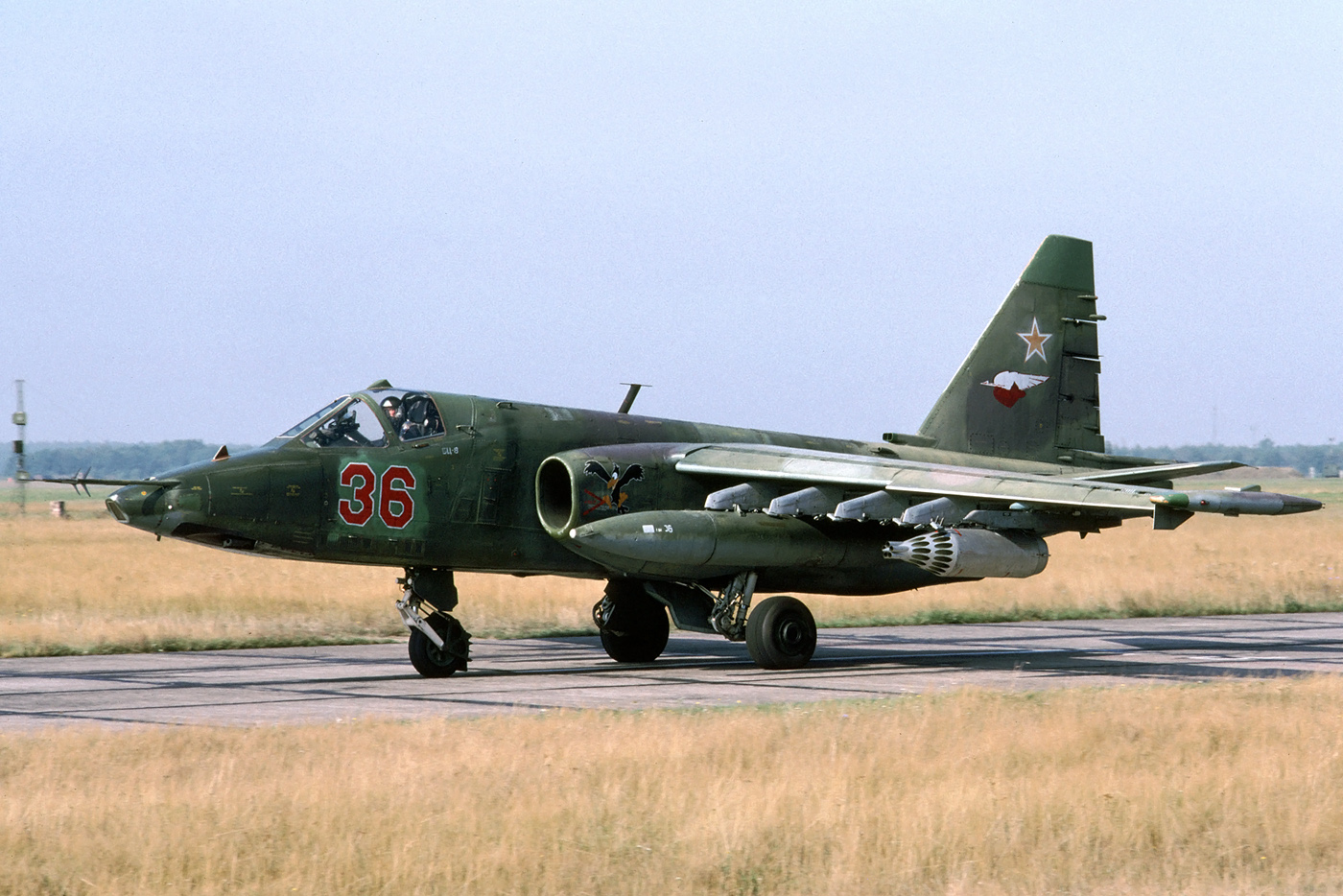
Su-25
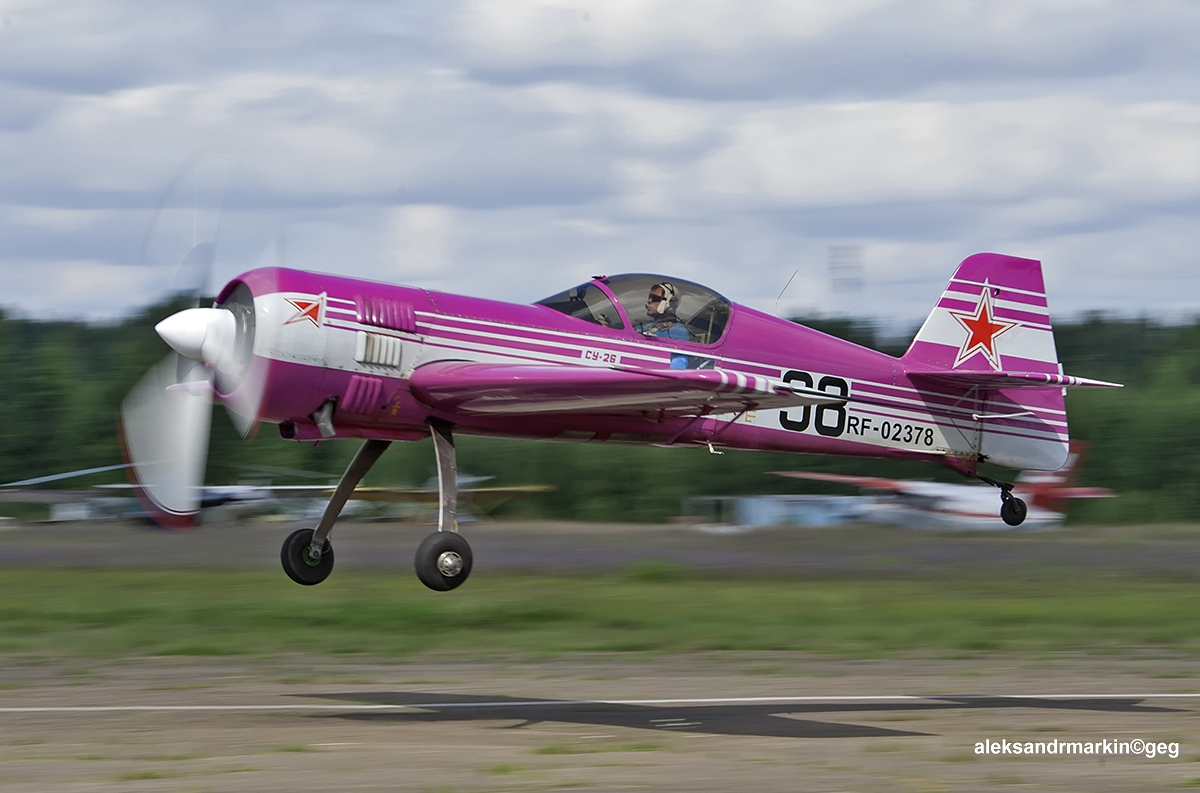
Su-26
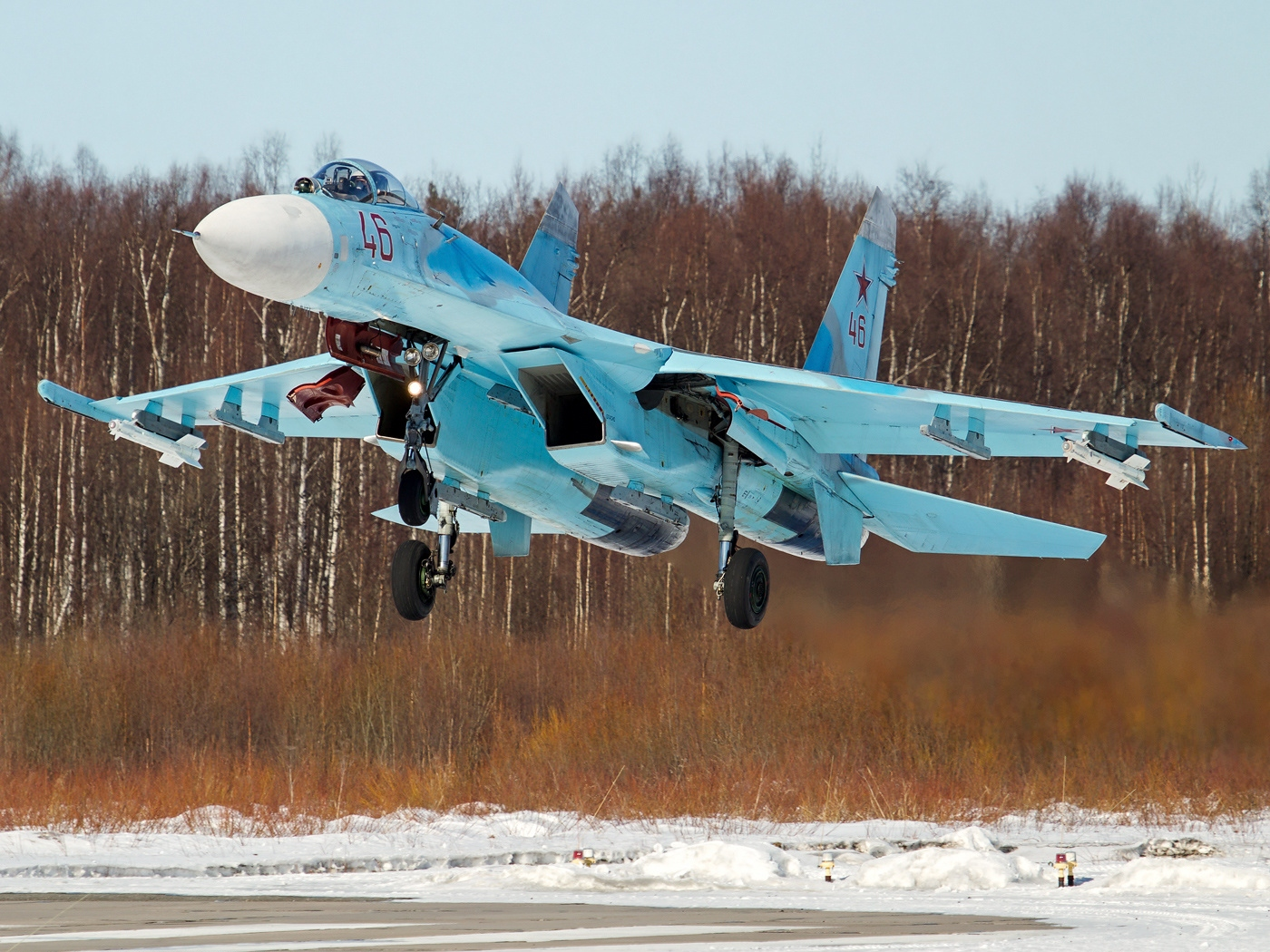
Su-27
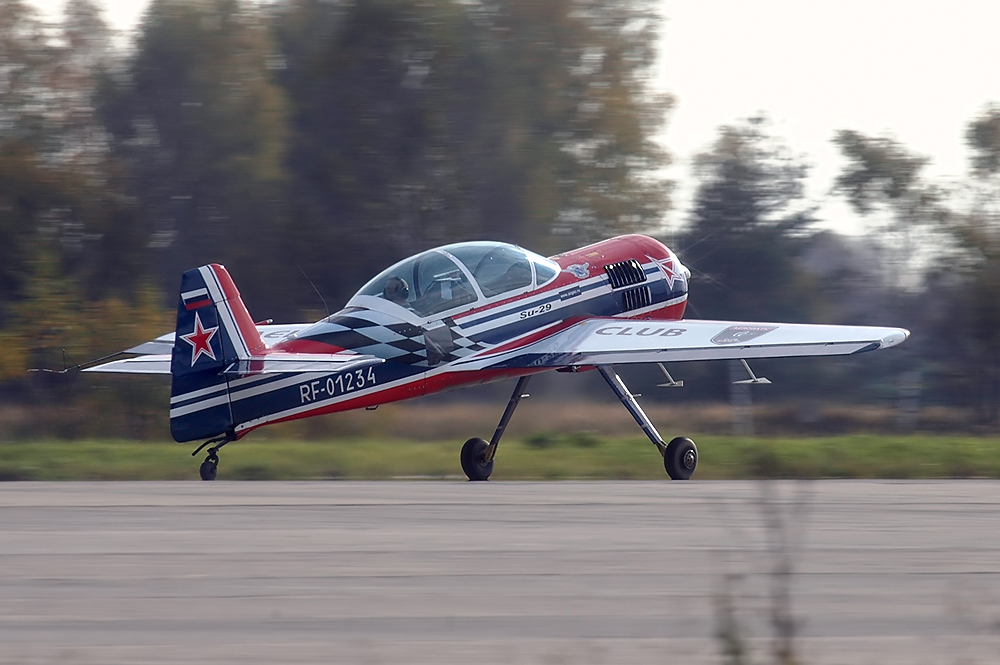
Su-29
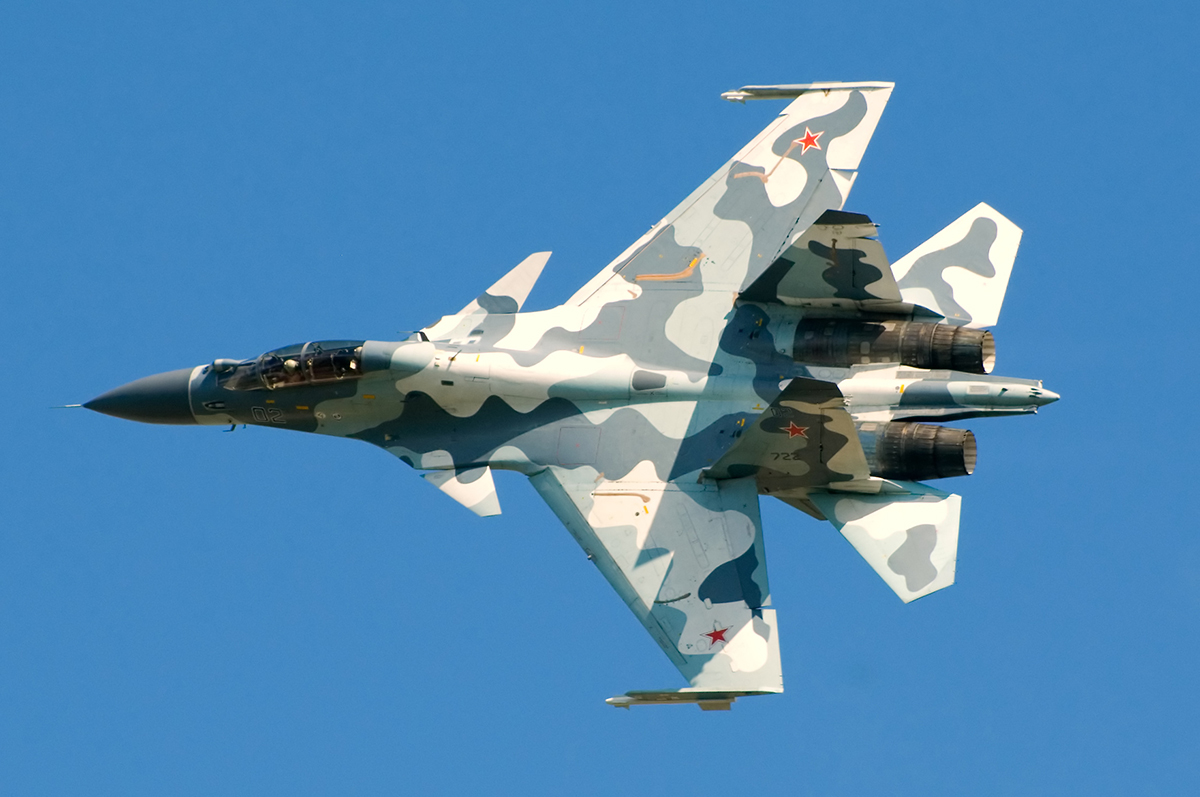
Su-30
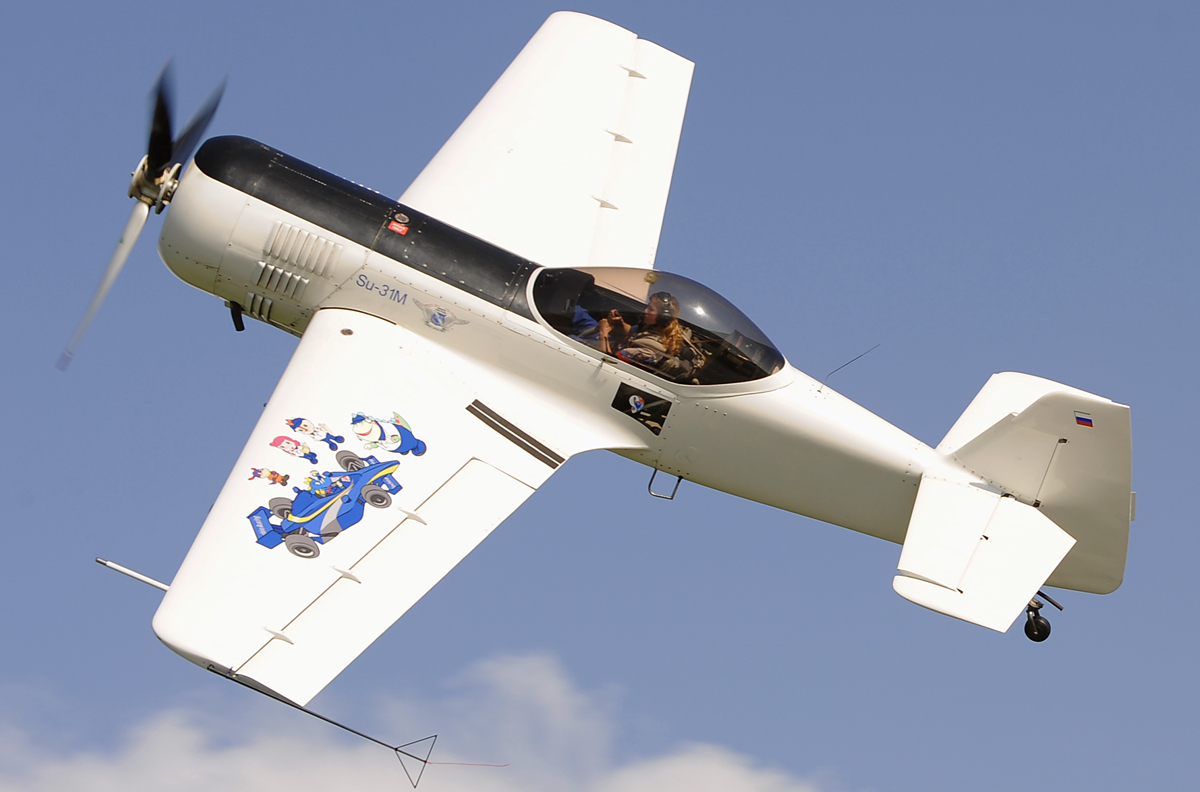
Su-31
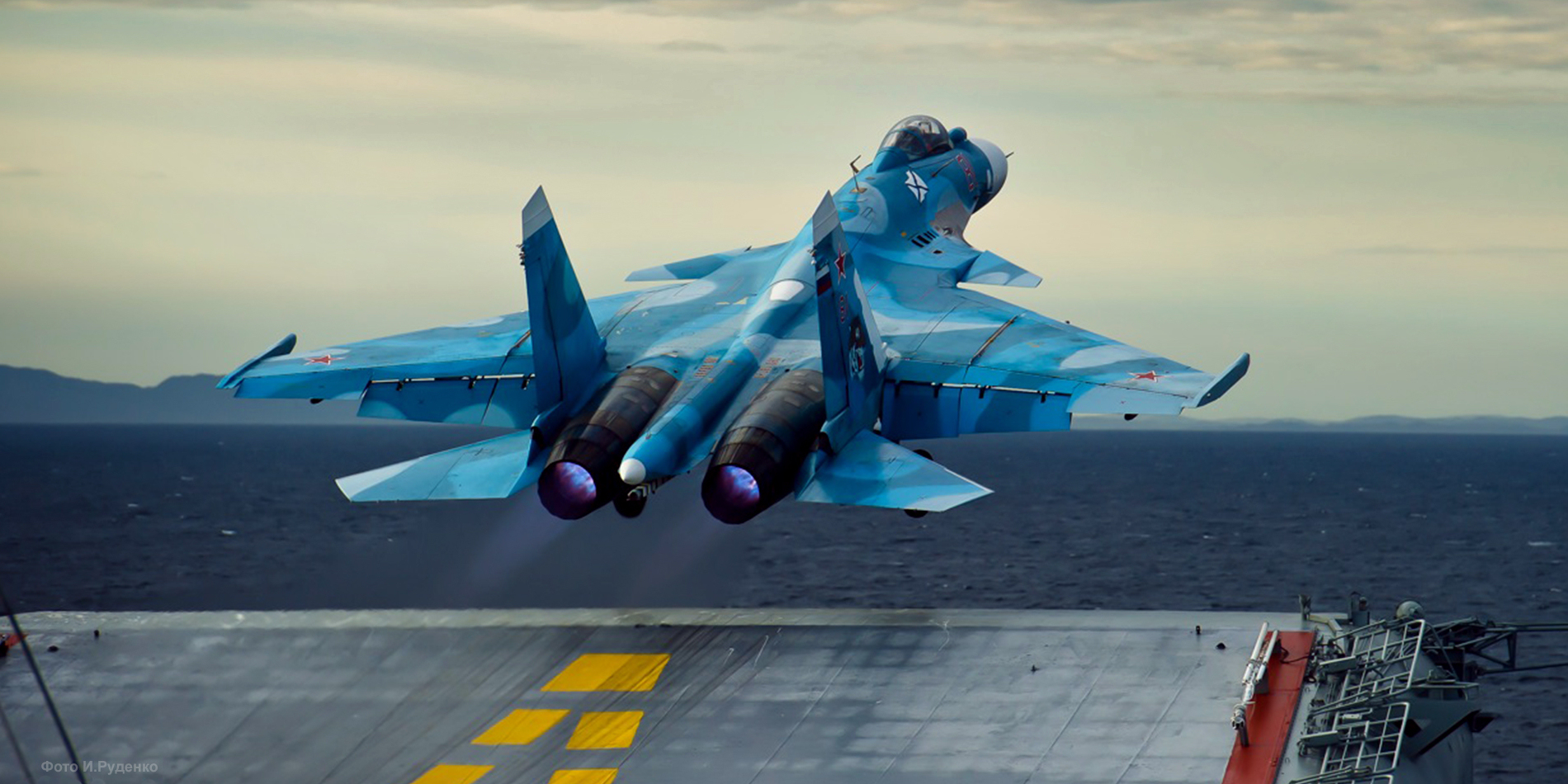
Su-33
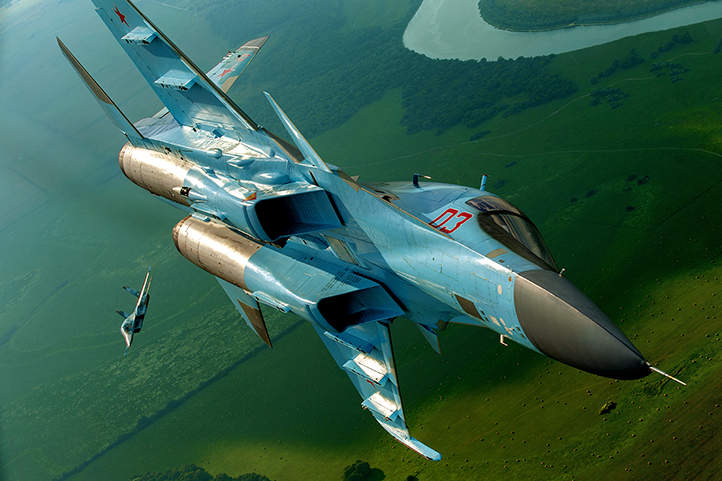
Su-34
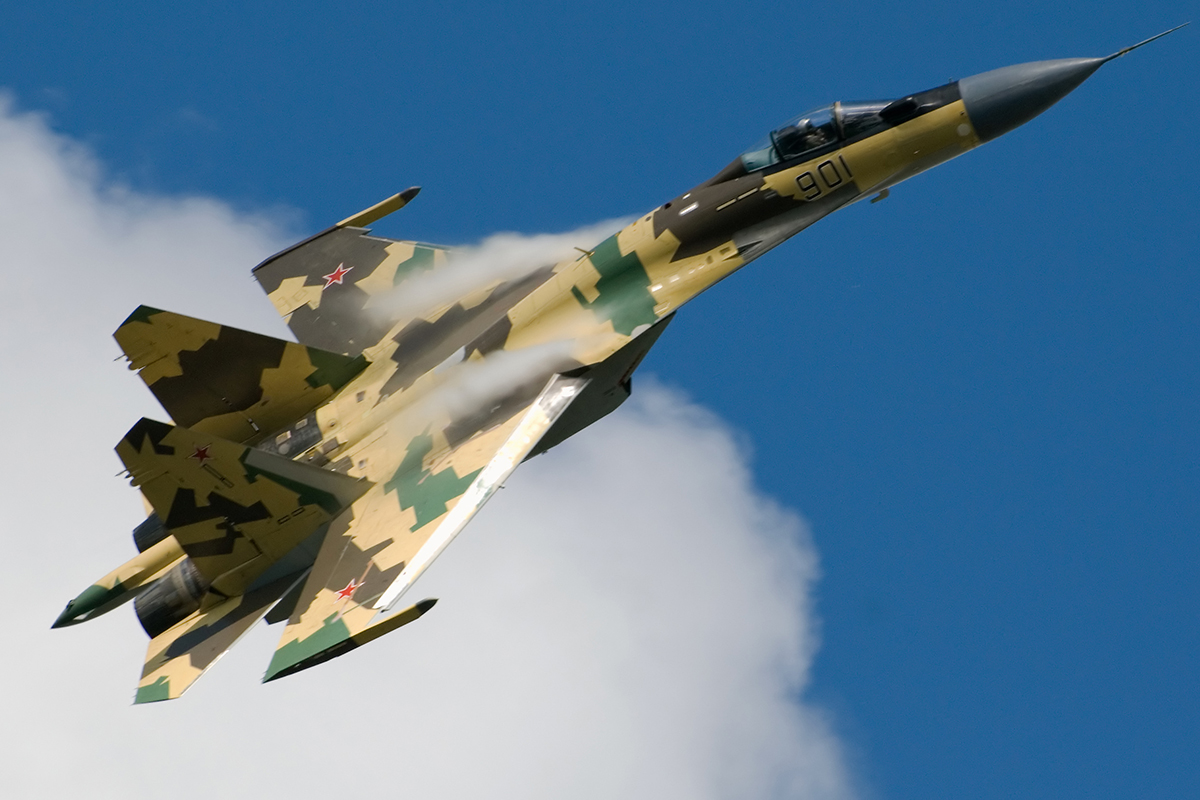
Su-35
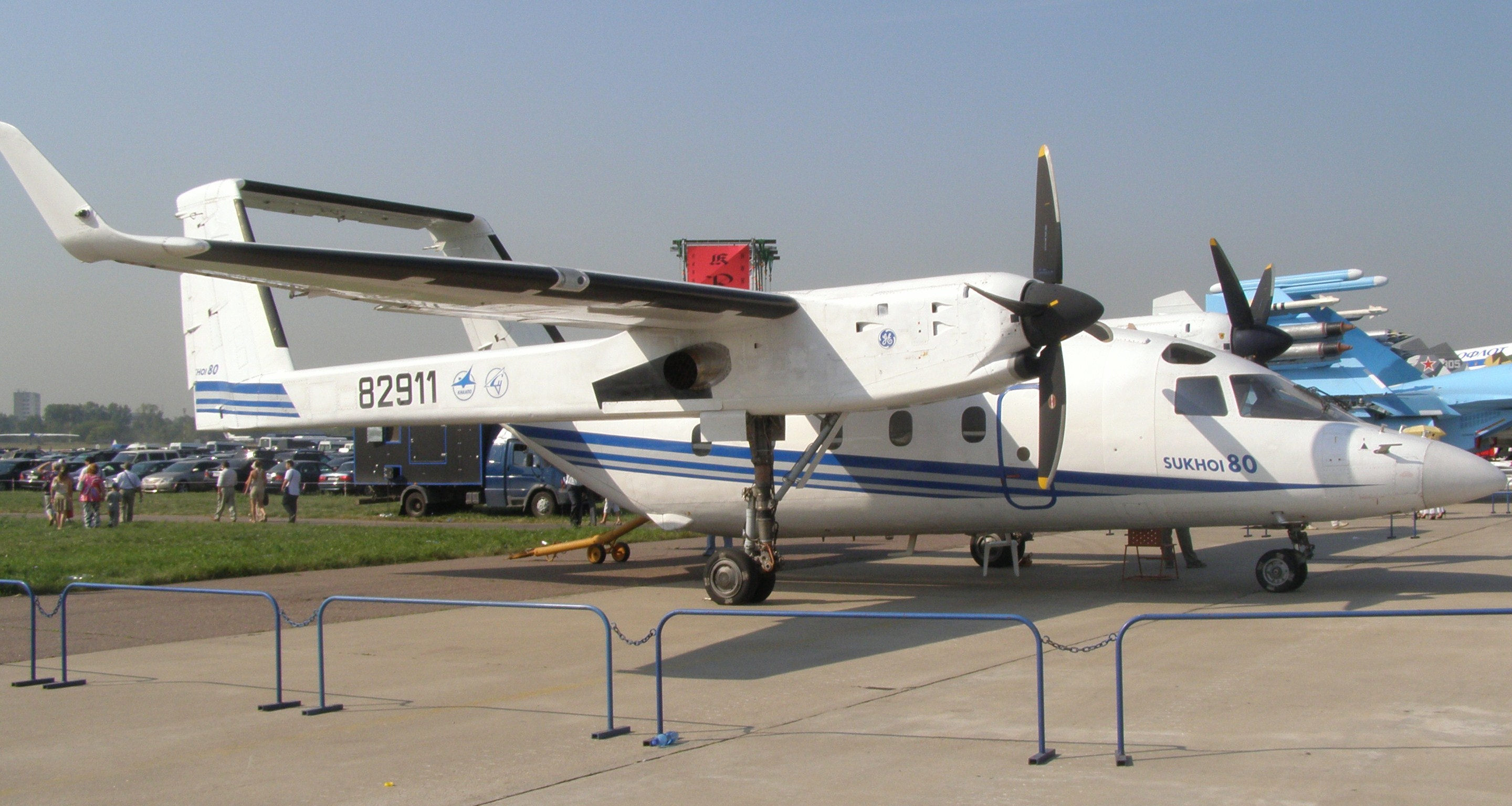
Su-80
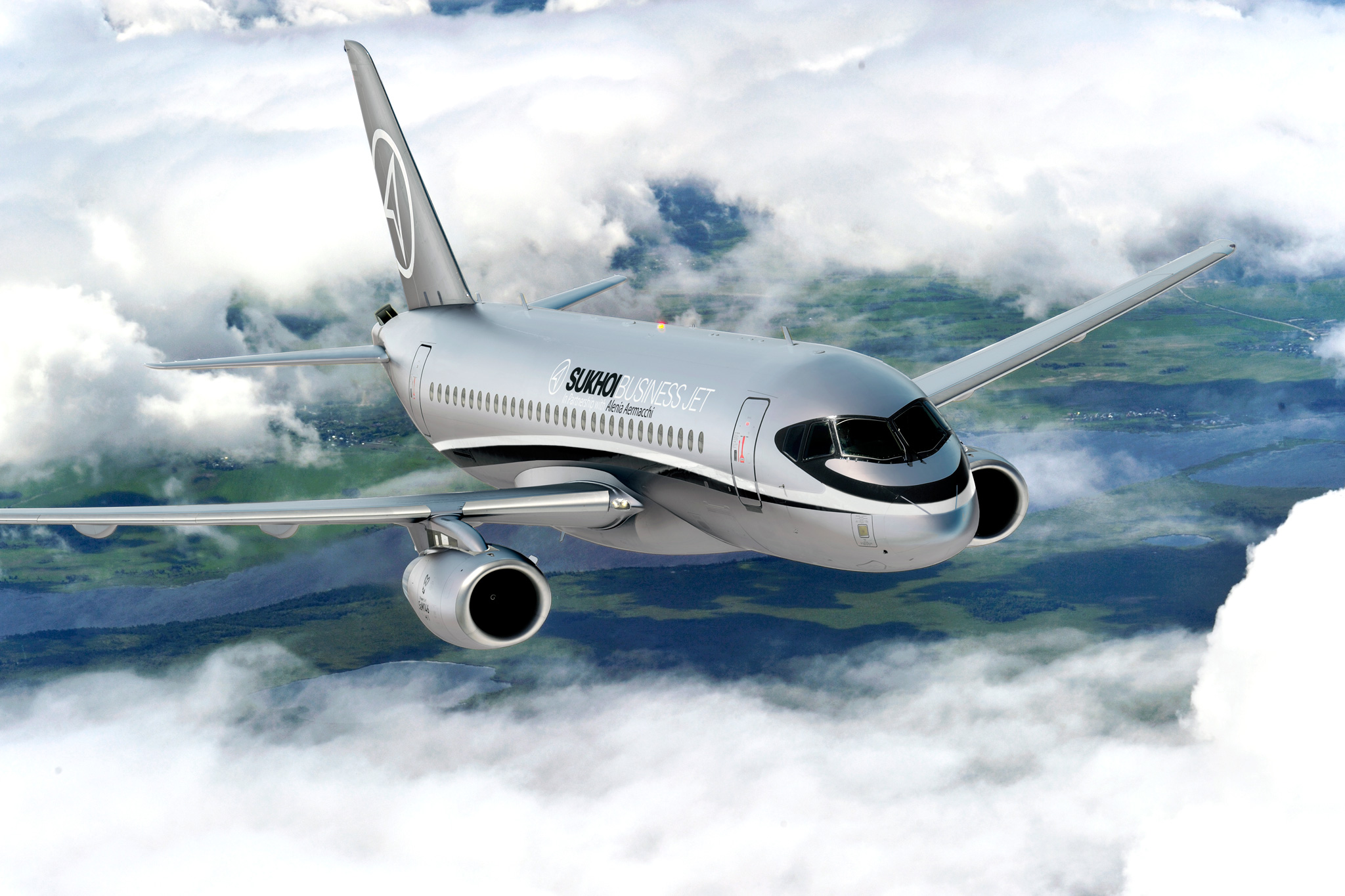
スーパージェット 100
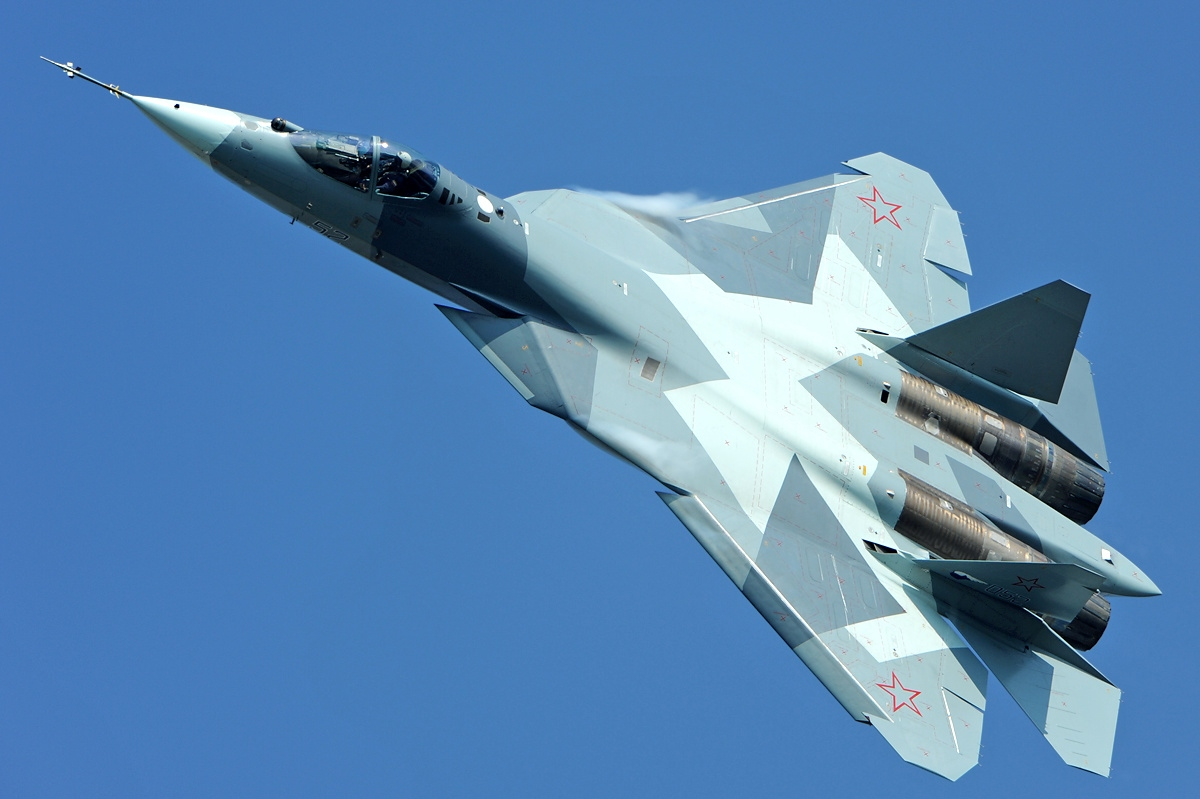
Su-57

## 開発・計画中
- Su-75 チェックメイト - ステルス戦闘機
- FGFA - ステルス戦闘機
- S-21 - 超音速ビジネスジェット機
- S-51 - 超音速旅客ジェット機
- S-54 - 練習機
- S-70 オホートニクB - 無人航空機
- スーパージェット 130 - 民間用地域ジェット機

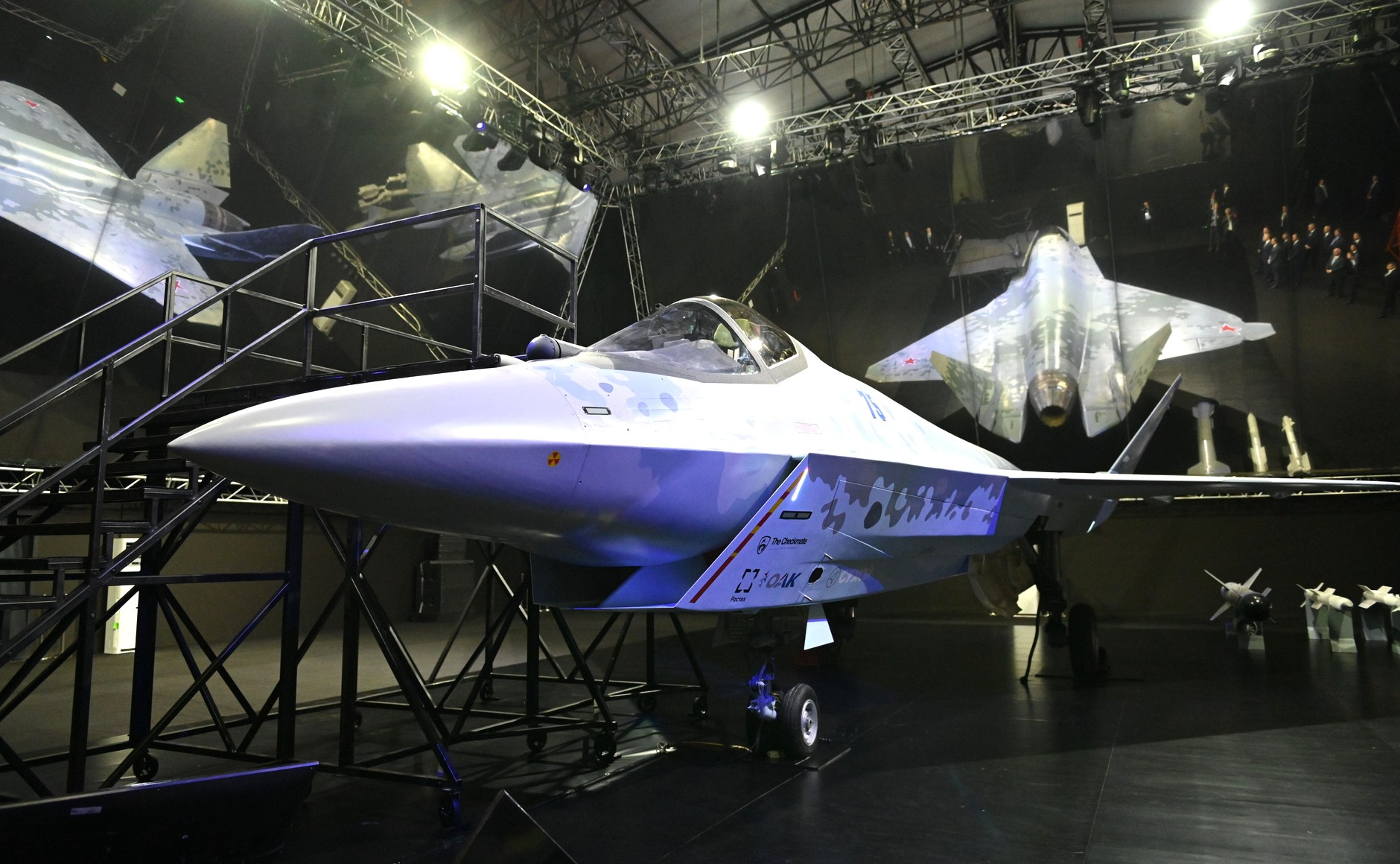
Su-75
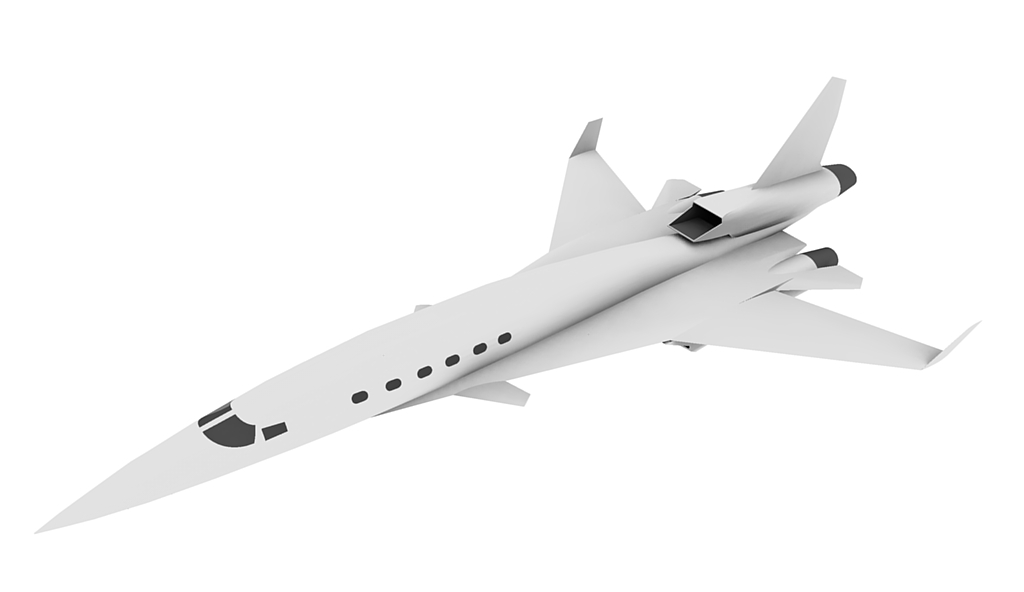
S-21
S-54

## 主な試作機
設計局閉鎖まで ( -1949年)
- Su-1 - 戦闘機
- Su-3 - 戦闘機
- Su-5 - ジェット混合戦闘機
- Su-6 - 攻撃機
- Su-7 - ロケット混合戦闘機
- Su-8 «DDBSh» - 攻撃機
- Su-9 «K» - ジェット戦闘爆撃機
- Su-10 «E» - ジェット爆撃機
- Su-11 «LK» - ジェット戦闘爆撃機
- Su-12 «RK» - 観測機
- Su-13 «TK» - ジェット戦闘爆撃機
- Su-14 «N» - 攻撃機
- Su-15 «P» - ジェット戦闘機
- Su-17 «R» - ジェット戦闘機

再開後 (1953年- )
- Su-28 - 練習機
- Su-35 「フランカー」 - 戦闘機
- Su-37 「フラウンダー」 - 戦闘攻撃機
- Su-37 テルミナートル 「フランカー」 - 多用途戦闘機
- Su-38 - 農業用プロペラ機
- Su-39 - 攻撃機
- S-32 - 多用途戦闘機 (MFI)
- Su-47 (S-37) ベールクト 「ファーキン」 - S-32の概念実証機
- T-4 - 超音速爆撃機
- KR-860 - 大型旅客機

Su-12
Su-17 «R»
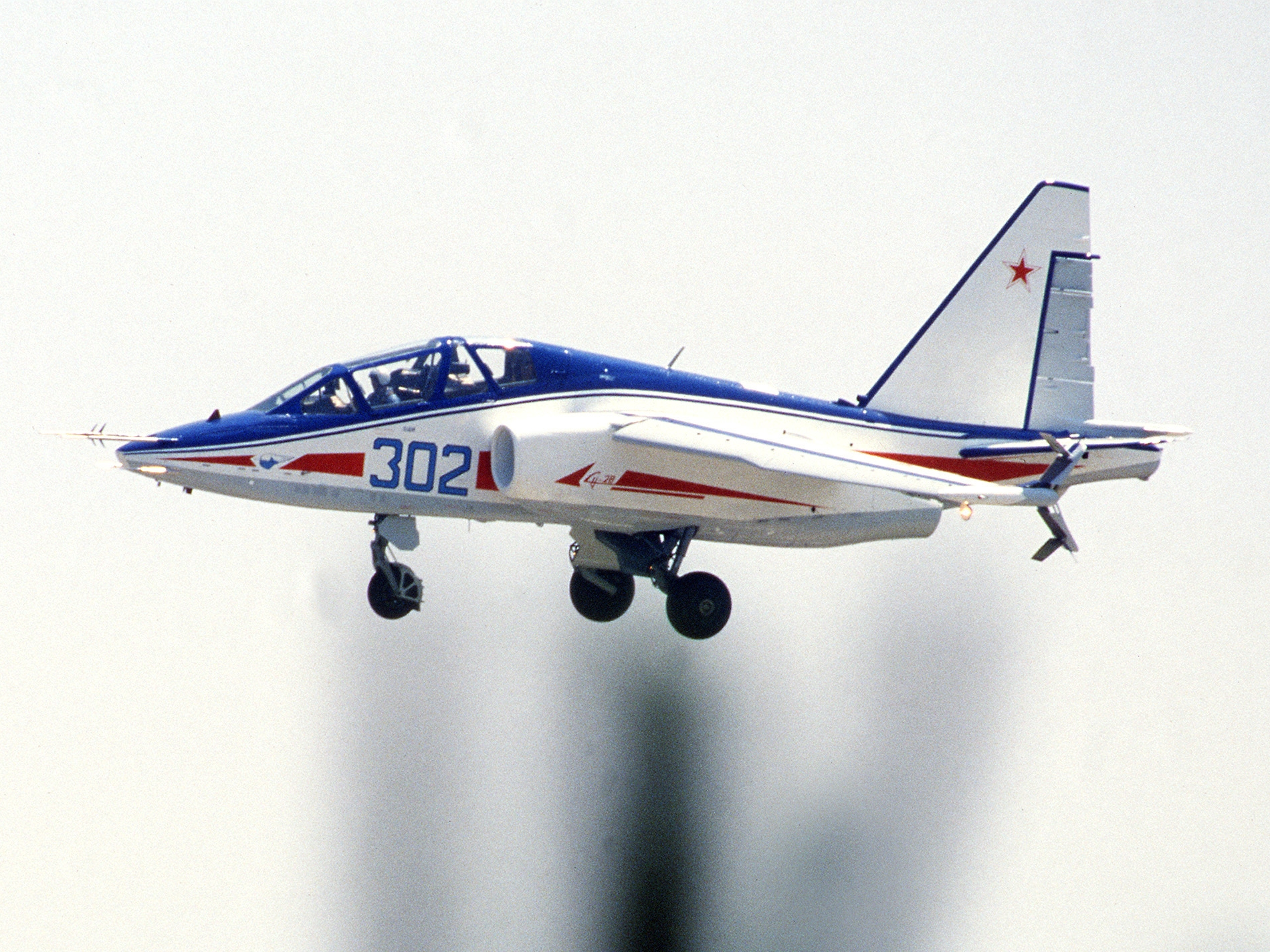
Su-28
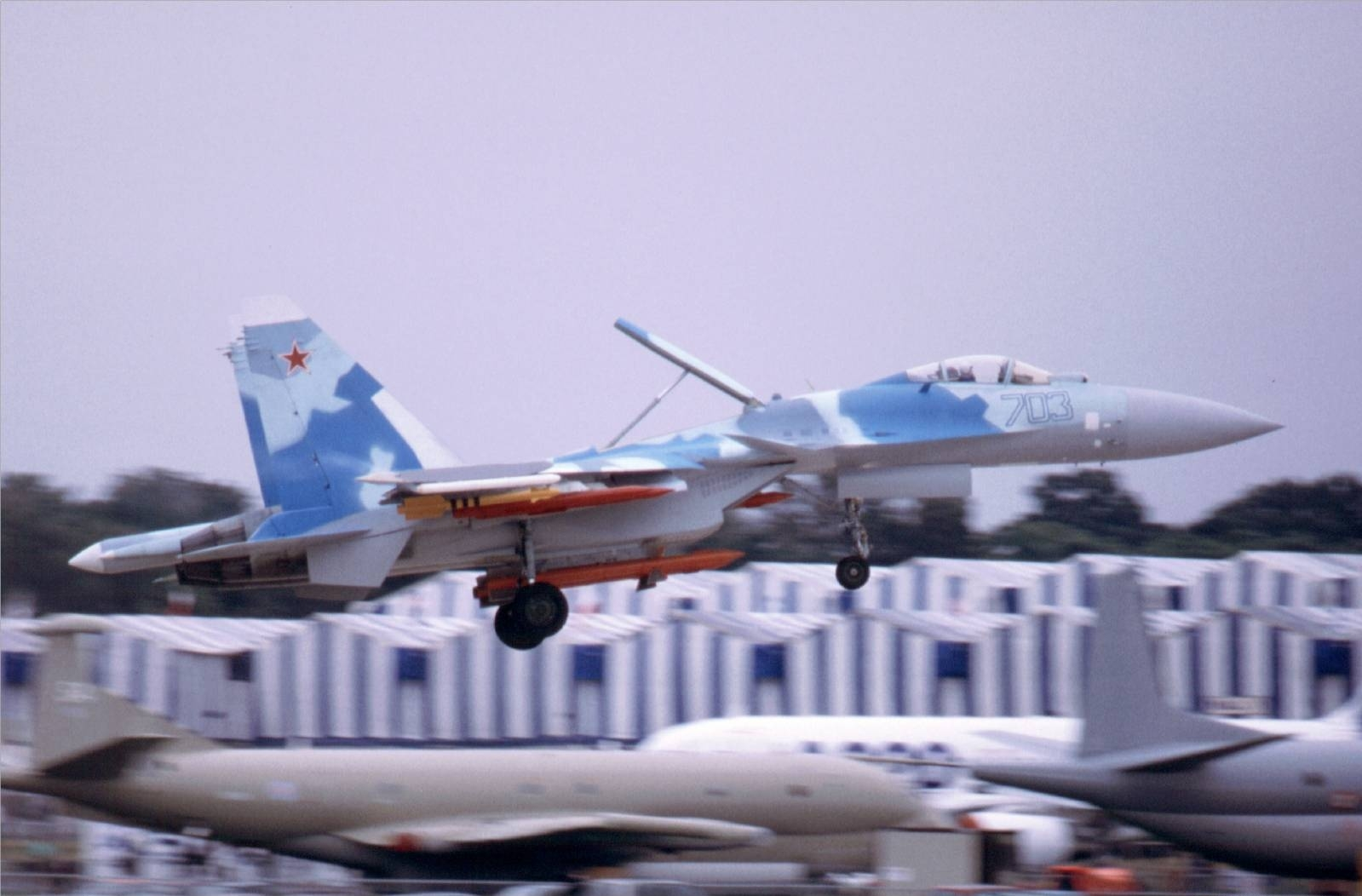
Su-35
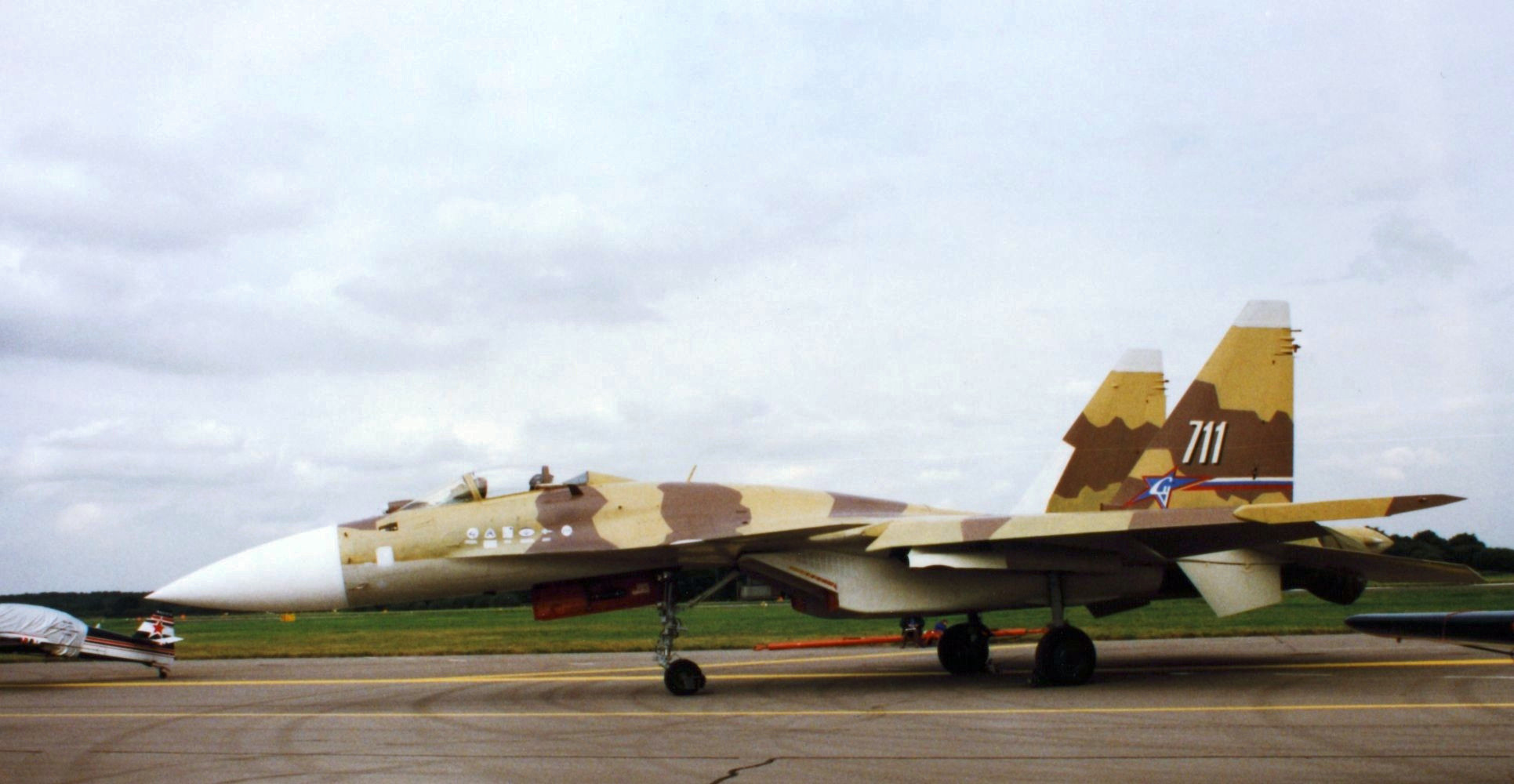
Su-37
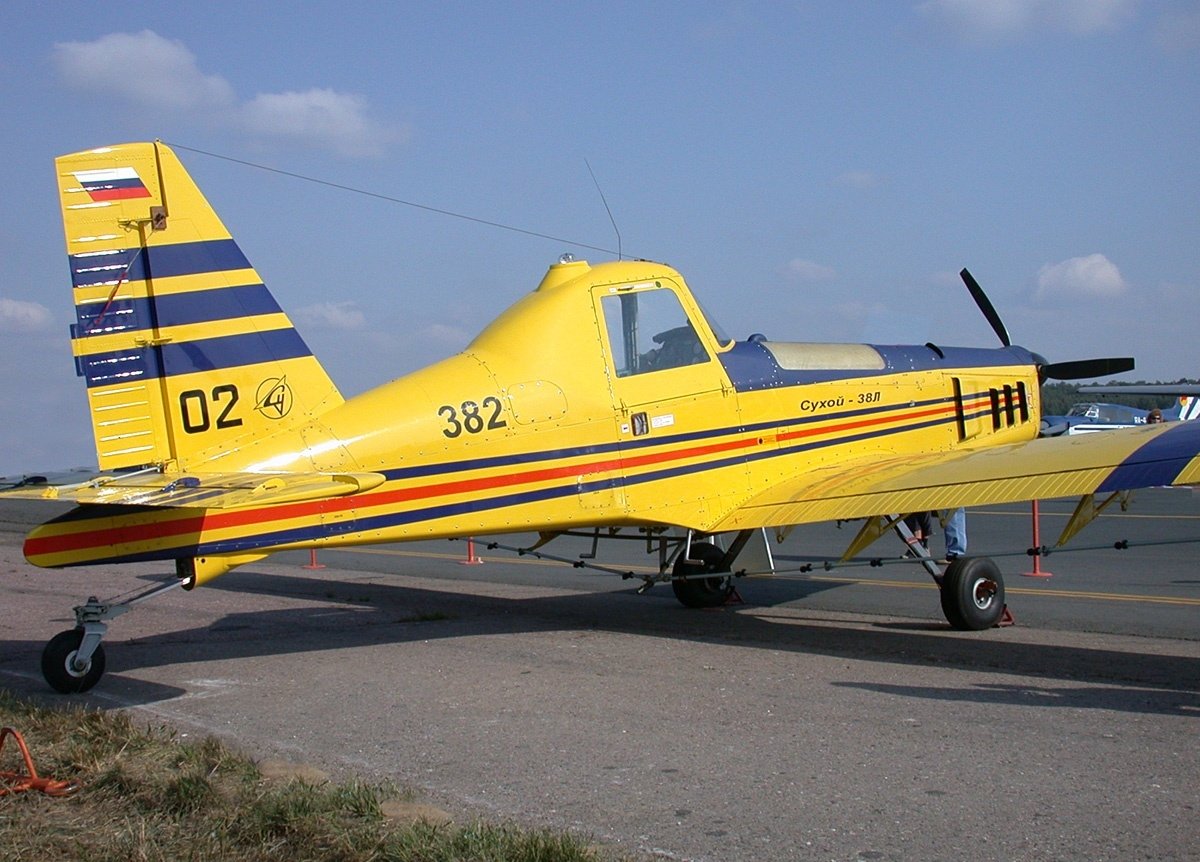
Su-38
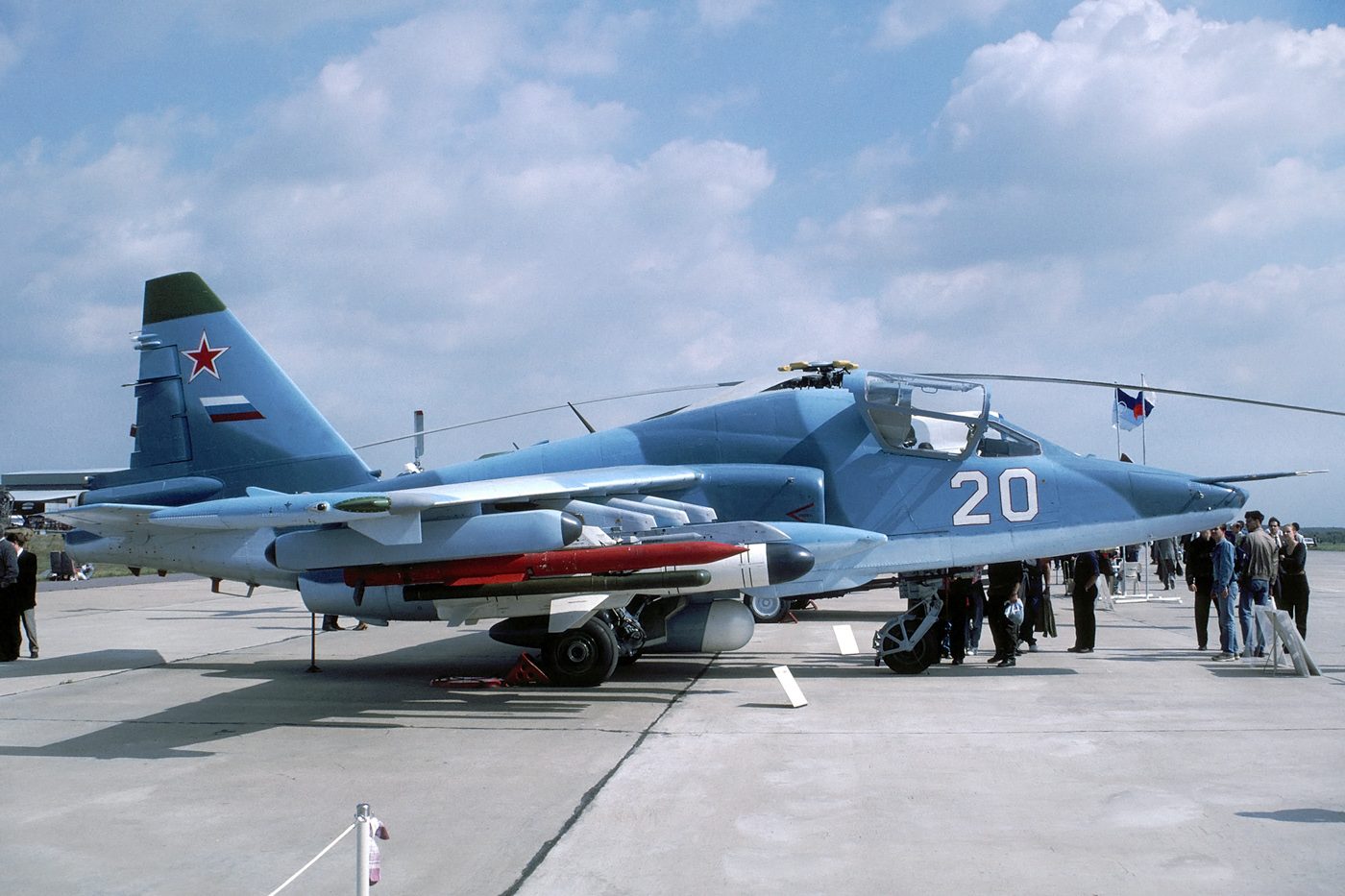
Su-39
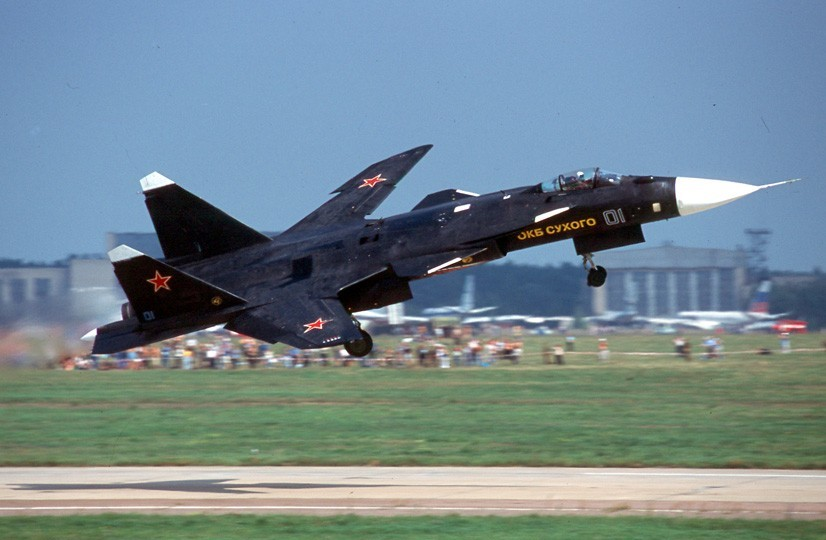
Su-47
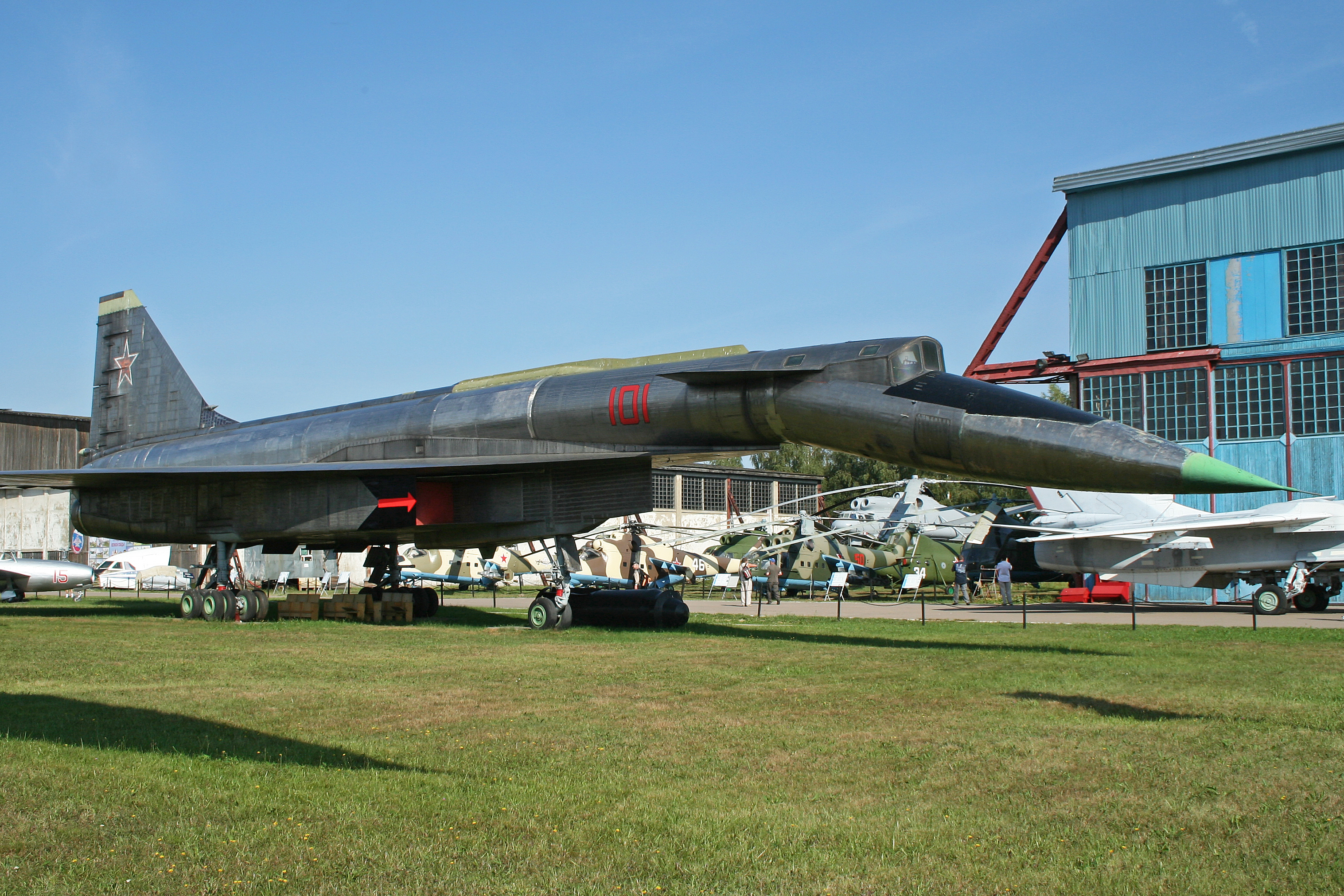
T-4

## 機種名の補足
スホーイOKBでは、他局同様ときおり機体呼称を再利用した。たとえば、1946年製のSu-9と1957年製のSu-9は同一名称であるが、相互に直接の関係はない。前者は大量生産されず試作のみに終わっている。
また、スホーイにおけるプロトタイプの呼称は翼面図に基づく場合があり、例えばデルタ翼（ロシア語: Треугольное トレウゴリノイェ）の機体にはT（Т）、後退翼（ロシア語: Стреловидное ストレロヴィドノイェ）の機体にはS（С）のプレフィックスが付与された（例：T-3、S-1）。ただしこの原則は次第に崩れてゆき、デルタ翼から可変後退翼に設計変更されたSu-24の原型機T-6は変更後もデルタ翼を指すTを用い続けたほか、ほぼ直線翼であるSu-25の原型機の名もT-8である。また、Sのプレフィックスは前進翼機にも使用されている。

初代Su-9 直線翼、双発の戦闘爆撃機
2代目Su-9 デルタ翼、単発の迎撃戦闘機 試作名称はT-3
2代目Su-7 後退翼、単発の戦闘爆撃機 試作名称はS-1